# روسیو سوتو
روسیو سوتو (انگلیسی: Rocío Soto؛ زادهٔ ۲۱ سپتامبر ۱۹۹۳) بازیکن فوتبال اهل شیلی است.
وی همچنین در تیم ملی فوتبال زیر 17 سال زنان شیلی و تیم ملی زنان شیلی بازی کرده‌است.